# DRIVE ~GLAY complete BEST~
DRIVE ~GLAY complete BEST~ es el segundo álbum "grandes éxitos", de la banda de JRock-Pop GLAY. Es una colección de los sencillos más populares de Glay y canciones de su debut entre 1994 y 2000. Los dos discos cada uno contiene éxitos de álbumes de Speed Pop y de HEAVY GAUGE, así como varios singles. El álbum alcanzó el puesto #1 en el ranking de Oricon y vendió 2 637 420 de acuerdo a las listas de éxitos. El álbum fue certificado por la Asociación de la Industria de Grabación de Japón (RIAJ).

## Lista de canciones

### Disco 1
1. とまどい(Jet the Phantom) - (tomadoi (Jet the phantom))
2. 口唇 - (Kuchibiru)
3. SHUTTER SPEEDSのテーマ - (Shutter speeds no tēma)
4. ずっと２人で… - (Zutto futari de...)
5. グロリアス - (Glorious)
6. a Boy~ずっと忘れない~ - (A boy (zutto wasurenai))
7. 生きてく強さ - (Ikiteku tsuyosa)
8. HAPPY SWING
9. 彼女の"Modern..." - (Kanojo no "Modern...")
10. SOUL LOVE
11. HOWEVER
12. I'm in Love

### Disco 2
1. 誘惑 - (Yūwaku)
2. 生きがい - (ikigai)
3. ビリビリクラッシュメン - (Biribiri crashmen)
4. BELOVED
5. HAPPINESS
6. サバイバル - (Survival)
7. pure soul
8. BE WITH YOU
9. Winter, again
10. 春を愛する人 - (Haru wo ai suru hito)
11. SPECIAL THANKS
12. Missing You